# Nishi-ku (Sapporo)
Nishi-ku (西区?) è uno dei dieci quartieri amministrativi della città di Sapporo, in Giappone.